# Librevilles internationella flygplats
Librevilles internationella flygplats är en flygplats i Gabons huvudstad Libreville. Den ligger i provinsen Estuaire, i den nordvästra delen av landet, 9 km nordväst om Librevilles centrum. Librevilles internationella flygplats ligger 12 meter över havet. IATA-koden är LBV och ICAO-koden FOOL.